# Bruch (Geologie)
Ein Bruch (englisch: fracture oder rupture) bezeichnet in der Tektonik eine Ebene im Gestein, entlang der ein Verlust der Kohäsion stattgefunden hat und zwischen deren gegenüberliegenden Flächen daher kein Zusammenhalt mehr existiert. Auch der Vorgang des Brechens selbst wird als Bruch bezeichnet.

## Arten
Die gegenüberliegenden Flächen eines Bruches können sich entweder berühren oder eine Öffnung (englisch: aperture) aufweisen. Kluft (englisch joint) wird ein Bruch genannt, entlang dem keine oder nur wenig Bewegung stattgefunden hat. Wenn entlang dem Bruch ein deutlicher Versatz stattgefunden hat, spricht man von einer Verwerfung (englisch: fault).

## Arten der Bruchausbreitung

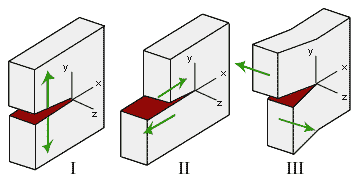
Brucharten:
I. Zugbruch oder Extensionsbruch
II. Scherbruch Typ A
III. Scherbruch Typ B

Je nachdem, wie sich die Bruchflächen während der Bruchentstehung relativ zueinander bewegen, werden drei Hauptarten der Bruchausbreitung unterschieden:
- Zugbruch (englisch: tensile fracture) oder Extensionsbruch (englisch: extension fracture): Die entstehenden Bruchflächen weichen senkrecht zur Bruchebene auseinander, sie bewegen sich also voneinander weg. Wenn am Bruch mindestens eine Zugspannung (negative Spannung) beteiligt ist, spricht man von Zugbruch, bei kompressiver Spannung (positive Spannung) von Extensionsbruch. Gestein hat durchschnittlich eine etwa zehnmal so große Druckfestigkeit wie Zugfestigkeit.
- Scherbruch Typ A: Die Bruchflächen bewegen sich bruchparallel relativ zueinander, und die Relativbewegung findet entlang der Bruchebene statt.
- Scherbruch Typ B: Die Bruchflächen bewegen sich bruchparallel relativ zueinander, und die Relativbewegung findet senkrecht zur Bruchebene statt.

Zugspannungen entstehen in der Natur durch Ausdehnung und Kontraktion von Gestein. In der Nähe der Erdoberfläche entlasten natürliche Erosion und künstliches Abtragen das Gestein, das dadurch entlastet wird und sich ausdehnt. Zugspannung kann auch durch Entwässerung von Sedimenten und die damit verbundene Volumenabnahme entstehen. Magmatisches Gestein verliert durch Abkühlung an Volumen. An Hängen oder Steilküsten entsteht Zugspannung durch die Gravitationskraft.
Gestein kann sich durch Wasseraufnahme bestimmter Mineralien (etwa Anhydrit) auch ausdehnen. Generell ist der Spannungszustand in der Erdkruste kompressiv. Es gibt dabei drei Hauptspannungen, die senkrecht aufeinander stehen: Die größte Horizontalspannung SH und die kleinste Horizontalspannung Sh liegen parallel zur Erdoberfläche; vertikal orientiert ist die vertikale Hauptspannung SV. Sie ist an der Erdoberfläche gleich Null und entspricht mit zunehmender Tiefe dem Überlagerungsdruck. Mit zunehmender Tiefe nehmen auch die beiden Horizontalspannungen zu. Zu diesen gravitativ bedingten Spannungszuständen können tektonische Spannungen treten.
In den oberen Bereichen der Erdkruste können SH, Sh und SV je nach ihrer Größe σ1, σ2 und σ3 in bruchmechanischen Modellen entsprechen. In großen Tiefen können sich die Ausrichtungen der Hauptspannungsrichtungen ändern, besonders an konvergenten Plattengrenzen können Hauptspannungsrichtungen in Ober- und Unterplatte unterschiedlich orientiert sein.

## Ökonomische Bedeutung
Die geologischen Trennflächen sind von großer ökonomische Bedeutung. In der Hydrologie und Erdölexploration spielt der Verlust der Kontinuität in den intakten Gesteinen eine wichtige Rolle, da dieser die Permeabilität, Migration und Anreicherung von Flüssigkeiten wie Grundwasser und Erdöl beeinflusst. Häufig tragen sie zur Bildung von Erzkörpern bei. Von Brüchen durchzogene Reservoire und Aquifere sind in der Regel anisotrop, da ihr Durchlassvermögen durch die leitenden Eigenschaften der Brüche bestimmt wird, die wiederum teilweise vom lokalen Spannungsfeld beeinflusst werden. Geologische Brüche können teilweise oder vollständig durch die Ausfällung sekundärer Mineralien aufgefüllt werden, was Vererzungen oder die Rekristallisation der ursprünglichen Mineralien verursachen kann.

## Belege
1. 1 2 3  Claus-Dieter Reuther: Brüche. In: Grundlagen der Tektonik. Spektrum Akademischer Verlag, Heidelberg 2012, ISBN 978-3-8274-2065-7, S. 12–17, doi:10.1007/978-3-8274-2724-3_3 (springer.com [abgerufen am 4. Oktober 2024]).
2. ↑  Hans Murawski, Wilhelm Meyer: Geologisches Wörterbuch. 12. Auflage. Springer, Berlin / Heidelberg 2017, ISBN 978-3-662-54050-3, S. 23 (eingeschränkte Vorschau in der Google-Buchsuche).
3. ↑  Verwerfungen. In: Strukturgeologie. ETH, Zürich 2020 (ethz.ch [PDF]).